# 卢茨·诺伊贝特
卢茨·诺伊贝特（德語：Lutz Neubert，1953年12月23日—），德国男子赛艇运动员。他曾代表西德参加奥地利菲拉赫举办的1976年世界赛艇锦标赛，获得男子轻量级八人单桨有舵手金牌。